# Aurélien Azar
Pour les articles homonymes, voir Azar.
Pas d'image ? Cliquez ici

a Compétitions nationales et continentales officielles uniquement.

Dernière mise à jour le 23 septembre 2023.
Aurélien Azar, né le 10 juin 1994 à Courcouronnes, est un joueur français de rugby à XV jouant au poste de pilier droit au Castres olympique, depuis 2022.

## Biographie

### Début de carrière
Aurélien Azar grandit à Arvillard, dans le département de la Savoie, et commence sa formation à l'US Montmélian avant de la terminer au FC Grenoble.
En 2016, il signe au SO Chambéry de Michel Ringeval en Fédérale 1, avec qui il joue la finale de Fédérale 1 en 2017, face à Nevers, match permettant d'accéder à la Pro D2.

### Révélation à l'US Carcassonne (2019-2022)
En 2019, il rejoint l'US Carcassonne en Pro D2, où il signe un contrat de deux saisons, le liant au club jusqu'en 2021. En février 2020, il prolonge son contrat pour trois saisons, soit jusqu'en 2023. Dans l'Aude, il s'adapte très vite et devient rapidement un titulaire indiscutable au poste de pilier droit. Durant la saison 2021-2022, il prend part à 28 rencontres dont 20 fois en tant que titulaire, et inscrit quatre essais. En fin de saison, l'USC termine à la cinquième place et se qualifie donc, pour la première fois de son histoire, pour les phases finales de Pro D2. Lors du match de barrages, permettant de se qualifier en demi-finale, il est titulaire face à Nevers. Cependant, les Carcassonnais s'inclinent 24 à 12 et ne peuvent désormais plus prétendre à jouer en Top 14 pour la saison 2022-2023.

### Découverte du Top 14 avec Castres (depuis 2022)
Après une trois bonnes saison jouées avec Carcassonne, il est recruté, à l'issue de la saison 2021-2022, par le Castres olympique vice-champion de France du Top 14. Il y signe un contrat de deux ans, soit jusqu'en 2024. À l'âge de 28 ans, il joue pour la première fois de sa carrière en première division le 3 septembre 2022, à l'occasion de la première journée de Top 14 de la saison 2022-2023, face au Racing 92. Durant ce match, il entre en jeu en seconde période à la place de Wilfried Hounkpatin.
En novembre 2022, il est appelé avec les Barbarians français, dans un groupe de 23 joueurs, pour affronter les Fidji au Stade Pierre-Mauroy.
Au cours de la saison 2023-2024, il prolonge son contrat avec le Castres olympique de deux saisons supplémentaires.

## Statistiques
| Saison                  | Club                    | Championnat | Championnat | Championnat | Coupe d'Europe                         | Coupe d'Europe                         | Coupe d'Europe                         |
| Saison                  | Club                    | Compétition | Matchs      | Essais      | Compétition                            | Matchs                                 | Essais                                 |
| ----------------------- | ----------------------- | ----------- | ----------- | ----------- | -------------------------------------- | -------------------------------------- | -------------------------------------- |
| 2016-2017               | SO Chambéry             | Fédérale 1  | 10          | -           | Pas de qualification en Coupe d'Europe | Pas de qualification en Coupe d'Europe | Pas de qualification en Coupe d'Europe |
| 2017-2018               | SO Chambéry             | Fédérale 1  | 11          | -           | Pas de qualification en Coupe d'Europe | Pas de qualification en Coupe d'Europe | Pas de qualification en Coupe d'Europe |
| 2018-2019               | SO Chambéry             | Fédérale 1  | 24          | 2           | Pas de qualification en Coupe d'Europe | Pas de qualification en Coupe d'Europe | Pas de qualification en Coupe d'Europe |
| Total SO Chambéry       | Total SO Chambéry       | Fédérale 1  | 45          | 2           |                                        |                                        |                                        |
| 2019-2020               | US Carcassonne          | Pro D2      | 15          | 1           | Pas de qualification en Coupe d'Europe | Pas de qualification en Coupe d'Europe | Pas de qualification en Coupe d'Europe |
| 2020-2021               | US Carcassonne          | Pro D2      | 26          | 3           | Pas de qualification en Coupe d'Europe | Pas de qualification en Coupe d'Europe | Pas de qualification en Coupe d'Europe |
| 2021-2022               | US Carcassonne          | Pro D2      | 28          | 4           | Pas de qualification en Coupe d'Europe | Pas de qualification en Coupe d'Europe | Pas de qualification en Coupe d'Europe |
| Total US Carcassonne    | Total US Carcassonne    | Pro D2      | 69          | 8           |                                        |                                        |                                        |
| 2022-2023               | Castres olympique       | Top 14      | 4           | -           | Champions Cup                          | -                                      | -                                      |
| Total Castres olympique | Total Castres olympique | Top 14      | 4           | 0           | Champions Cup                          | 0                                      | 0                                      |
| Total                   | Total                   | Total       | 118         | 10          | Coupes d'Europe                        | 0                                      | 0                                      |

## Palmarès
- SO Chambéry
  - Finaliste de Fédérale 1 (troisième division) en 2017